# Rodolfo III de Hachberg-Sausenberg
Rodolfo III de Hachberg-Sausenberg (em alemão:  Rudolf III. von Hachberg-Sausenberg; 1343 – 8 de fevereiro de 1428) foi um nobre alemão, pertencente a uma linhagem colateral da Casa de Baden que governaram Hachberg-Sausenberg, tendo sido Marquês de 1352 até 1428.

## Biografia
Rodolfo III era filho do marquês Rodolfo II de Hachberg-Sausenberg e de Catarina de Thierstein. O pai, partilhava o governo da Marca de Hachberg-Sausenberg com o irmão, Otão e, ao morrer em 1352, o pequeno Rodolfo III, na altura com apenas 9 anos, herda a herança paterna, mantendo a partilha do governo com o tio Otão, que assume a sua tutela.
Em 1358, a tutela de Rodolfo III passa para o tio materno, o conde Walram III de Thierstein.  Ao atingir a maioridade, em 1364 Rodolfo III governa conjuntamente com Otão até este falecer em 1384, tornando-se, então, o único marquês de Hachberg-Sausnberg. Rodolfo III governou o estado durante 64 anos.

## Relações com Basileia
O marquês Rodolfo III tentou expandir os seus domínios e, como os Habsburgo o limitavam a norte e oeste, a expansão para sul seria a mais natural. Daí as relações conflituosas com Basileia, fosse com a cidade livre (em alemão:  Freie Stadt) fosse com o Principado-Bispado (Fürstbistum).
Os habitantes da cidade sempre se opuseram às tentativas do marquês em se impor, chegando até a adquirir património na cidade e ter ali uma residência. Para ele não se tratava de um investimento, mas sim de tentar interferir no governo municipal  e a relação foi sempre conflituosa.
Por outro lado, o Príncipado-Bispado de Basileia parecia a única possibilidade de expansão e, como vivia uma situação financeiramente frágil, Rodolfo III adquiriu, por quatro anos, os direitos sobre os senhorios de Waldenburg, Liestal e Honberg.
Paralelamente, a 31 de maio de 1399, para pressionar Basileia, concluiu um tratado de amizade de cinco anos com as cidades vizinhas de Berna e Solothurn, a sul da sua esfera de influência. No entanto, Basileia reagiu rapidamente e, pela sua estável situação financeira, não se deixou intimidar.

## Expansão da soberania
Durante o seu longo reinado, Rodolfo expandiu significativamente a sua soberania:
- em 1365, trocou a localidade de Huttinger pela de Höllstein (com o Príncipe-Bispo de Basileia);
- em 1366, recebeu uma parte de Sausenberg do seu tio Otão;
- em 1368, adquiriu as vilas de Weil am Rhein, Wintersweiler, Welmlingen, mais algumas quintas na região de Haltingen e a cidade e distrito de Otlikon ao Cavaleiro Conrado de Münch.[6] Comprou também Dossebach a Guilherme de Hauenstein e ao seu filho, Hermano;
- em 1394, o Bispo Conrado de Münch cede-lhe o feudo na Brisgóvia[7]
- em 1400, comprou o Senhorio de Neuenstein, incluindo as localidades de Gersbach, Schlechtbach, Raitbach, Kürnberg e Schweigmatt.[8] O castelo de Neuenstein era um feudo do Mosteiro de St. Blasien, mas, em 1401, o mosteiro renunciou aos seus direitos sob o castelo.[9]

## Actividade de Construção
Rodolfo III foi, também, um dinâmico construtor de infraestruturas. Em 1360 expandiu o seu castelo de Rötteln, onde residia, com uma torre e novas defesas e, em 1387 e 1392, novos edifícios foram ali construídos. Em 1401 ele construiu uma igreja, em Lörrach, ao lado de Rötteln, que foi expandida em 1418 para se tornar a principal igreja do seus estados. O seu túmulo e o de sua segunda esposa, Ana de Friburgo, nessa igreja, são considerados importantes monumentos da arte gótica no Alto-Reno.  

## Moedas

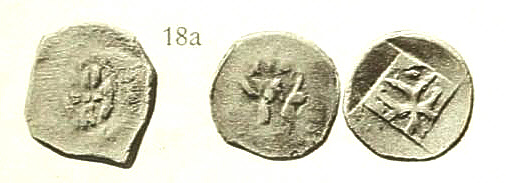
Moedas de ”Heller”, cunhadas por Rodolfo III

São conhecidas várias moedas cunhadas pelo Marquês Rodolfo III. 
Em julho de 1385, o rei alemão Venceslau do Luxemburgo promulgou uma nova lei para a emissão de moeda proibindo a cunhagem de moedas com menor teor de prata. Um dos responsáveis pela cunhagem de tais moedas foi o marquês Rodolfo III.
Desconhece-se se o direito de cunhagem foi concedido à linhagem de Hachberg da Casa de Baden, mas eles tiveram moedas cunhadas sem objeção.

## Cronista
A Rötteler Chronik apareceu durante o governo de Rodolfo, e refere-se também que alguns dos textos teriam sido escritos por ele próprio. A crónica relata quer acontecimentos locais, quer acontecimentos noutras partes do Sacro Império (como o Alto-Reno) no período de 1376 a 1432. A crónica começa com uma referência ao Böse Fasnacht de 1376, um tumulto em Basileia contra o duque Leopoldo III da Áustria e os seus seguidores.

## Guerras Hussitas
O filho mais velho de Rodolfo, Otão III de Hachberg (1388–1451), Bispo de Constança de 1411 a 1434, organizou o Concílio de Constança em 1415, estando envolvido na condenação à Morte na fogueira do reformador Checo Jan Hus.
Rodolfo III acabou por se envolver nos conflitos que se lhe seguiram, as Guerras Hussitas e, como referido na Crónica de Röttler, armou e custeou um contingente de cavaleiros durante a segunda Cruzada contra os Hussitas, em 1421. No ano seguinte, no decorrer da terceira cruzada contra os Hussitas, Rodolfo armou 12 cavaleiros que integraram as tropas imperiais, para além de um pequeno canhão, fabricado em 1420.

## Representações Literárias
No romance histórico de Elke Bader, "Anna von Rötteln - Im Hagelsturm der Begierde zwischen Basel und Habsburg" aparece o marquês Rodolfo III ao lado de sua esposa, Ana de Friburgo, a personagem principal.
Há também um poema de Willi Ferdinand Fischer em que Rodolfo III é glorificado.

## Casamentos e descendência
Em 1373 Rodolfo III casou-se, em primeira núpcias, com Adelaide de Lichtenberg,  filha de Simão de Lichtenberg, Senhor do castelo de Huneburgo, na Alsácia. Deste casamento não gouve descendência, tendo Adelaide morrido a 28 de abril de 1378.
A 13 de fevereiro de 1387, Rodolfo estabeleceu um contrato com o conde Conrado III de Friburgo e com a condessa Elsa de Neuchâtel, ajustando o seu casamento com a sua irmã Ana de Friburgo (1374–1427) que, na altura, tinha 13 anos. Para além de uma aliança estratégica com a Casa que governava Friburgo e Neuchâtel, Rodolfo obteve um importante dote avaliado em 12.000 florins, que incluía a cidade e o distrito de Sennheim (avaliados em 7.500 florins), o castelo de Istein (avaliado em 3.000 florins), e ainda 1.500 florins em dinheiro na condição de usar esse dinheiro na criação de explorações agrícolas na região entre Hauenstein, a floresta e as montanhas de ambas as margens do rio, no prazo de um ano após o casamento.
Deste segundo casamento, nasceram 13 crianças (7 rapazes e 6 meninas). Em 1407 das 13 crianças ainda viviam:
- Otão (Otto) (1388-1451), Bispo de Constança;
- Verena (Verena) (nascida em 1391), que casou com Henrique V de Fürstenberg;
- Rodolfo, o Jovem (Rudolf, der Junge) (1393-1419) [24];
- Inês (Agnes), freira no Convento de Santa Clara, em Basileia;
- Catarina (Katharina) († 1419), freira em Santa Clara, Basileia;
- Ana (Anna) († 1419), freira em Santa Clara, Basileia;
- Margarida (Margarethe) († 1419), freira em Santa Clara, Basileia;
- Guilherme (Wilhelm) (1406-1482), que sucedeu ao pai como marquês de Hachberg-Sausenberg.